# Pictichromis diadema
Pictichromis diadema är en fiskart som först beskrevs av Lubbock och Randall, 1978.  Pictichromis diadema ingår i släktet Pictichromis och familjen Pseudochromidae. Inga underarter finns listade i Catalogue of Life.